# Campeonato Europeu de Patinação Artística no Gelo de 2002
O Campeonato Europeu de Patinação Artística no Gelo de 2002 foi a nonagésima quarta edição do Campeonato Europeu de Patinação Artística no Gelo, um evento anual de patinação artística no gelo organizado pela União Internacional de Patinação (em inglês:  International Skating Union) onde os patinadores artísticos competem pelo título de campeão europeu. A competição foi disputada entre os dias 14 de janeiro e 20 de janeiro, na cidade de Lausana, Suíça.

## Eventos
- Individual masculino
- Individual feminino
- Duplas
- Dança no gelo

## Medalhistas
| Evento                        | Ouro                                        | Prata                                            | Bronze                                   |
| Individual masculino detalhes | Alexei Yagudin · Rússia                     | Alexander Abt · Rússia                           | Brian Joubert · França                   |
| Individual feminino detalhes  | Maria Butyrskaya · Rússia                   | Irina Slutskaya · Rússia                         | Viktoria Volchkova · Rússia              |
| Duplas detalhes               | Tatiana Totmianina · Maxim Marinin · Rússia | Sarah Abitbol · Stéphane Bernadis · França       | Maria Petrova · Alexei Tikhonov · Rússia |
| Dança no gelo detalhes        | Marina Anissina · Gwendal Peizerat · França | Barbara Fusar-Poli · Maurizio Margaglio · Itália | Irina Lobacheva · Ilia Averbukh · Rússia |

## Resultados

### Individual masculino
| Pos.                                                  | Nome                  | Nacionalidade    | Pontos | QA | QB | PC | PL |
| ----------------------------------------------------- | --------------------- | ---------------- | ------ | -- | -- | -- | -- |
| Medalha de ouro                                       | Alexei Yagudin        | Rússia           | 2.0    | 1  | —  | 1  | 1  |
| Medalha de prata                                      | Alexander Abt         | Rússia           | 3.6    | —  | 1  | 2  | 2  |
| Medalha de bronze                                     | Brian Joubert         | França           | 8.6    | —  | 2  | 3  | 6  |
| 4                                                     | Stéphane Lambiel      | Suíça            | 9.2    | 4  | —  | 6  | 4  |
| 5                                                     | Frédéric Dambier      | França           | 10.6   | —  | 4  | 10 | 3  |
| 6                                                     | Ilia Klimkin          | Rússia           | 11.2   | 2  | —  | 4  | 8  |
| 7                                                     | Ivan Dinev            | Bulgária         | 11.6   | 3  | —  | 9  | 5  |
| 8                                                     | Andrejs Vlascenko     | Alemanha         | 12.0   | —  | 5  | 5  | 7  |
| 9                                                     | Sergei Davydov        | Bielorrússia     | 16.6   | 6  | —  | 7  | 10 |
| 10                                                    | Gabriel Monnier       | França           | 17.6   | 5  | —  | 11 | 9  |
| 11                                                    | Dmitri Dmitrenko      | Ucrânia          | 18.0   | —  | 3  | 8  | 12 |
| 12                                                    | Stefan Lindemann      | Alemanha         | 21.0   | —  | 7  | 12 | 11 |
| 13                                                    | Kevin van der Perren  | Bélgica          | 23.2   | —  | 6  | 13 | 13 |
| 14                                                    | Tomáš Verner          | República Tcheca | 27.4   | —  | 8  | 17 | 14 |
| 15                                                    | Margus Hernits        | Estônia          | 27.6   | 8  | —  | 14 | 16 |
| 16                                                    | Vakhtang Murvanidze   | Geórgia          | 29.4   | —  | 9  | 18 | 15 |
| 17                                                    | Juraj Sviatko         | Eslováquia       | 30.2   | 9  | —  | 16 | 17 |
| 18                                                    | Gheorghe Chiper       | Romênia          | 32.0   | —  | 10 | 15 | 19 |
| 19                                                    | Gregor Urbas          | Eslovênia        | 33.8   | —  | 11 | 19 | 18 |
| 20                                                    | Sergei Rylov          | Azerbaijão       | 38.8   | 11 | —  | 24 | 20 |
| 21                                                    | Kristoffer Berntsson  | Suécia           | 39.4   | 7  | —  | 26 | 21 |
| 22                                                    | Angelo Dolfini        | Itália           | 40.0   | —  | 12 | 22 | 22 |
| 23                                                    | Matthew Davies        | Reino Unido      | 40.4   | 12 | —  | 21 | 23 |
| 24                                                    | Patrick Meier         | Suíça            | 42.0   | —  | 15 | 20 | 24 |
| Não avançaram para a patinação livre / programa longo |                       |                  |        |    |    |    |    |
| 25                                                    | Michael Shmerkin      | Israel           | —      | —  | 13 | 23 |    |
| 26                                                    | Markus Leminen        | Finlândia        | —      | 13 | —  | 25 |    |
| 27                                                    | Hristo Turlakov       | Bulgária         | —      | 10 | —  | 29 |    |
| 28                                                    | Bertalan Zákány       | Hungria          | —      | 14 | —  | 27 |    |
| 29                                                    | Daniel Peinado        | Espanha          | —      | 15 | —  | 28 |    |
| 30                                                    | Clemens Jonas         | Áustria          | —      | —  | 14 | 30 |    |
| Não avançaram para o programa curto                   |                       |                  |        |    |    |    |    |
| 31                                                    | Bartosz Domański      | Polônia          | —      | —  | 16 |    |    |
| 31                                                    | Aidas Reklys          | Lituânia         | —      | 16 | —  |    |    |
| 33                                                    | Tayfun Anar           | Turquia          | —      | 17 | —  |    |    |
| 33                                                    | Ivan Kinčík           | Eslováquia       | —      | —  | 17 |    |    |
| 35                                                    | Aramis Grigorian      | Armênia          | —      | 18 | —  |    |    |
| 35                                                    | Miloš Milanović       | Iugoslávia       | —      | —  | 18 |    |    |
| WD                                                    | Panagiotis Markouizos | Grécia           | —      | —  | —  |    |    |

### Individual feminino
| Pos.                                                  | Nome                  | Nacionalidade    | Pontos | QA | QB | PC | PL |
| ----------------------------------------------------- | --------------------- | ---------------- | ------ | -- | -- | -- | -- |
| Medalha de ouro                                       | Maria Butyrskaya      | Rússia           | 3.0    | —  | 1  | 1  | 2  |
| Medalha de prata                                      | Irina Slutskaya       | Rússia           | 3.2    | 1  | —  | 3  | 1  |
| Medalha de bronze                                     | Viktoria Volchkova    | Rússia           | 5.0    | 2  | —  | 2  | 3  |
| 4                                                     | Galina Maniachenko    | Ucrânia          | 7.2    | —  | 2  | 4  | 4  |
| 5                                                     | Elina Kettunen        | Finlândia        | 11.2   | 5  | —  | 7  | 5  |
| 6                                                     | Susanna Pöykiö        | Finlândia        | 11.8   | —  | 3  | 6  | 7  |
| 7                                                     | Silvia Fontana        | Itália           | 12.2   | 3  | —  | 5  | 8  |
| 8                                                     | Laetitia Hubert       | França           | 14.8   | 7  | —  | 10 | 6  |
| 9                                                     | Elena Liashenko       | Ucrânia          | 15.8   | —  | 5  | 8  | 9  |
| 10                                                    | Júlia Sebestyén       | Hungria          | 18.2   | —  | 4  | 11 | 10 |
| 11                                                    | Vanessa Gusmeroli     | França           | 19.0   | 4  | —  | 9  | 12 |
| 12                                                    | Julia Lautowa         | Áustria          | 21.0   | —  | 7  | 12 | 11 |
| 13                                                    | Sarah Meier           | Suíça            | 23.2   | 6  | —  | 13 | 13 |
| 14                                                    | Mojca Kopač           | Eslovênia        | 25.6   | 8  | —  | 14 | 14 |
| 15                                                    | Zuzana Babiaková      | Eslováquia       | 26.4   | —  | 6  | 15 | 15 |
| 16                                                    | Marta Andrade         | Espanha          | 29.6   | —  | 10 | 16 | 16 |
| 17                                                    | Lucie Krausová        | República Tcheca | 31.4   | —  | 9  | 18 | 17 |
| 18                                                    | Idora Hegel           | Croácia          | 34.8   | —  | 8  | 21 | 19 |
| 19                                                    | Vanessa Giunchi       | Itália           | 35.0   | —  | 12 | 17 | 20 |
| 20                                                    | Svetlana Pilipenko    | Ucrânia          | 37.4   | 14 | —  | 23 | 18 |
| 21                                                    | Roxana Luca           | Romênia          | 38.4   | —  | 11 | 20 | 22 |
| 22                                                    | Julia Lebedeva        | Armênia          | 39.0   | 9  | —  | 19 | 24 |
| 23                                                    | Tamara Dorofejev      | Hungria          | 39.8   | 11 | —  | 24 | 21 |
| 24                                                    | Sara Falotico         | Bélgica          | 41.4   | 13 | —  | 22 | 23 |
| Não avançaram para a patinação livre / programa longo |                       |                  |        |    |    |    |    |
| 25                                                    | Sabina Wojtala        | Polônia          | —      | —  | 13 | 25 |    |
| 26                                                    | Åsa Persson           | Suécia           | —      | 10 | —  | 27 |    |
| 27                                                    | Tuğba Karademir       | Turquia          | —      | —  | 15 | 26 |    |
| 28                                                    | Karen Venhuizen       | Países Baixos    | —      | 12 | —  | 28 |    |
| 29                                                    | Darya Zuravicki       | Israel           | —      | —  | 14 | 29 |    |
| 30                                                    | Georgina Papavasiliou | Grécia           | —      | 15 | —  | 30 |    |
| Não avançaram para o programa curto                   |                       |                  |        |    |    |    |    |
| 31                                                    | Andrea Diewald        | Alemanha         | —      | —  | 16 |    |    |
| 31                                                    | Olga Vassiljeva       | Estônia          | —      | 16 | —  |    |    |
| 33                                                    | Ksenia Jastsenjski    | Iugoslávia       | —      | —  | 17 |    |    |
| 33                                                    | Gintarė Vostrecovaitė | Lituânia         | —      | 17 | —  |    |    |

### Duplas
| Pos.              | Nome                                    | Nacionalidade    | Pontos | PC | PL |
| ----------------- | --------------------------------------- | ---------------- | ------ | -- | -- |
| Medalha de ouro   | Tatiana Totmianina / Maxim Marinin      | Rússia           | 1.5    | 1  | 1  |
| Medalha de prata  | Sarah Abitbol / Stéphane Bernadis       | França           | 3.5    | 3  | 2  |
| Medalha de bronze | Maria Petrova / Alexei Tikhonov         | Rússia           | 4.0    | 2  | 3  |
| 4                 | Dorota Zagórska / Mariusz Siudek        | Polônia          | 6.0    | 4  | 4  |
| 5                 | Kateřina Beránková / Otto Dlabola       | República Tcheca | 7.5    | 5  | 5  |
| 6                 | Tatiana Chuvaeva / Dmitri Palamarchuk   | Ucrânia          | 10.0   | 6  | 7  |
| 7                 | Viktoria Borzenkova / Andrei Chuvilyaev | Rússia           | 11.5   | 11 | 6  |
| 8                 | Mariana Kautz / Norman Jeschke          | Alemanha         | 12.5   | 9  | 8  |
| 9                 | Marie-Pierre Leray / Nicolas Osseland   | França           | 12.5   | 7  | 9  |
| 10                | Tiffany Ann Sfikas / Andrew Seabrook    | Reino Unido      | 13.5   | 7  | 10 |
| 11                | Viktoria Shklover / Valdis Mintals      | Estônia          | 17.0   | 12 | 11 |
| 12                | Michela Cobisi / Ruben De Pra           | Itália           | 18.5   | 13 | 12 |
| 13                | Oľga Beständigová / Jozef Beständig     | Eslováquia       | 20.0   | 14 | 13 |
| 14                | Maria Guerassimenko / Vladimir Futas    | Eslováquia       | 21.5   | 15 | 14 |
| 15                | Maria Krasiltseva / Artem Znachkov      | Armênia          | 23.5   | 17 | 15 |
| 16                | Jelena Sirokhvatova / Jurijs Salmanovs  | Letônia          | 24.0   | 16 | 16 |
| 17                | Diana Rennik / Aleksei Saks             | Estônia          | 26.0   | 18 | 17 |
| WD                | Sarah Jentgens / Mirko Müller           | Alemanha         | —      | 10 | WD |

### Dança no gelo
| Pos.                             | Nome                                    | Nacionalidade    | Pontos | DC1 | DC2 | DO | DL |
| -------------------------------- | --------------------------------------- | ---------------- | ------ | --- | --- | -- | -- |
| Medalha de ouro                  | Marina Anissina / Gwendal Peizerat      | França           | 2.2    | 1   | 2   | 1  | 1  |
| Medalha de prata                 | Barbara Fusar-Poli / Maurizio Margaglio | Itália           | 3.8    | 2   | 1   | 2  | 2  |
| Medalha de bronze                | Irina Lobacheva / Ilia Averbukh         | Rússia           | 6.0    | 3   | 3   | 3  | 3  |
| 4                                | Margarita Drobiazko / Povilas Vanagas   | Lituânia         | 8.0    | 4   | 4   | 4  | 4  |
| 5                                | Galit Chait / Sergei Sakhnovski         | Israel           | 10.0   | 5   | 5   | 5  | 5  |
| 6                                | Albena Denkova / Maxim Staviyski        | Bulgária         | 12.0   | 6   | 6   | 6  | 6  |
| 7                                | Tatiana Navka / Roman Kostomarov        | Rússia           | 14.0   | 7   | 7   | 7  | 7  |
| 8                                | Elena Grushina / Ruslan Goncharov       | Ucrânia          | 16.0   | 8   | 8   | 8  | 8  |
| 9                                | Eliane Hugentobler / Daniel Hugentobler | Suíça            | 18.2   | 10  | 9   | 9  | 9  |
| 10                               | Sylwia Nowak / Sebastian Kolasiński     | Polônia          | 19.8   | 9   | 10  | 10 | 10 |
| 11                               | Marika Humphreys / Vitali Baranov       | Reino Unido      | 22.8   | 11  | 12  | 12 | 11 |
| 12                               | Federica Faiella / Massimo Scali        | Itália           | 25.6   | 14  | 15  | 13 | 12 |
| 13                               | Alia Ouabdelsselam / Benjamin Delmas    | França           | 26.6   | 13  | 13  | 14 | 13 |
| 14                               | Kristin Fraser / Igor Lukanin           | Azerbaijão       | 28.8   | 15  | 14  | 15 | 14 |
| 15                               | Natalia Gudina / Alexei Beletski        | Israel           | 31.2   | 16  | 17  | 16 | 15 |
| 16                               | Veronika Moravkova / Jiří Procházka     | República Tcheca | 33.0   | 18  | 16  | 17 | 16 |
| 17                               | Stephanie Rauer / Thomas Rauer          | Alemanha         | 34.8   | 17  | 18  | 18 | 17 |
| 18                               | Julia Golovina / Oleg Voiko             | Ucrânia          | 37.8   | 22  | 20  | 19 | 18 |
| 19                               | Roxane Petetin / Mathieu Jost           | França           | 39.8   | 20  | 21  | 21 | 19 |
| 20                               | Zita Gebora / András Visontai           | Hungria          | 41.8   | 21  | 22  | 22 | 20 |
| 21                               | Jessica Huot / Juha Valkama             | Finlândia        | 44.0   | 23  | 23  | 23 | 21 |
| 22                               | Anna Mosenkova / Sergei Sychov          | Estônia          | 46.0   | 24  | 24  | 24 | 22 |
| WD                               | Natalia Romaniuta / Daniil Barantsev    | Rússia           | —      | 12  | 11  | 11 | WD |
| WD                               | Jill Vernekohl / Dmitri Kurakin         | Alemanha         | —      | 19  | 19  | 20 | WD |
| Não avançaram para a dança livre |                                         |                  |        |     |     |    |    |
| 25                               | Tatiana Siniaver / Tornike Tukvadze     | Geórgia          | —      | 25  | 25  | 25 |    |

## Quadro de medalhas
| Ordem | País   | Medalha de ouro | Medalha de prata | Medalha de bronze |    | Ordem por total |
| ----- | ------ | --------------- | ---------------- | ----------------- | -- | --------------- |
| 1     | Rússia | 3               | 2                | 3                 | 8  | 1               |
| 2     | França | 1               | 1                | 1                 | 3  | 2               |
| 3     | Itália |                 | 1                |                   | 1  | 3               |
| TOTAL | TOTAL  | 4               | 4                | 4                 | 12 | —               |